# Instituto Juan Sebastián Elcano
El Instituto Juan Sebastián Elcano fue un centro de investigación sobre temas geográficos, desde 1940 a 1986, dependiente del Consejo Superior de Investigaciones Científicas (CSIC) de España. Su sede central radicaba en Madrid y poseía dos secciones en Zaragoza y Barcelona.

## Historia
Fue adscrito desde su fundación en 1940 al Patronato Menéndez Pidal del Consejo Superior de Investigaciones Científicas (CSIC). En 1948 es transferido al Patronato Diego de Saavedra Fajardo igualmente dependiente del CSIC.
Tuvo su sede en Madrid hasta 1986, fecha en la que se fusiona con el Instituto de Geografía Aplicada de la Universidad de Zaragoza, también adscrito al CSIC, pasando a formar el Departamento de Geografía del Instituto de Economía y Geografía, y posteriormente del Instituto de Economía, Geografía y Demografía (IEGD) del CSIC.
Sus primeros directores fueron: Eloy Bullón Fernández (1940-49), Amando Melón Ruiz de Gordejuela (1949-75). Algunos miembros destacados de esta primera época fueron José Manuel Casas Torres, Manuel de Terán Álvarez y Luis García Sáinz

## Estructura actual
El personal del Departamento de Geografía está compuesto por doce investigadores, dos titulados técnicos especializados, un ayudante diplomado de investigación, una secretaria y un número variable de becarios y contratados. Su actual jefe de departamento es Juan Antonio Cebrián de Miguel.

## RevistaEstudios Geográficos
El Instituto Juan Sebastián Elcano editó la revista Estudios geográficos desde su fundación en 1940. A pesar de las fusiones acontecidas, se sigue publicando dicha revista, que también acoge a la revista Geographica (1956-1986), y que ahora depende del Departamento de Geografía del IEGD.
Se considera la revista científica de geografía más prestigiosa, entre los geógrafos de lengua española. Se han editado más de 250 números.

## Principales líneas de investigación
- Estudio de los procesos migratorios.
- Estudios territoriales y aplicación de nuevas tecnologías de información geográfica
- Espacios naturales protegidos.
- Desarrollo rural.
- Incendios forestales.
- Agricultura de precisión.
- Creación de librerías espectrales.
- Envejecimiento de la población.
- Cambio rural y procesos de ambientalización en la agricultura.[3]